# کیرشلاوتر
کیرشلاوتر (به آلمانی: Kirchlauter) یک شهر در آلمان است که در هاسبرگه واقع شده‌است.